# Ali Baba et les Quarante Voleurs (film, 1902)
Ali Baba et les Quarante Voleurs je francouzský krátký němý film z roku 1902. Režisérem je Ferdinand Zecca (1864–1947). Film trvá zhruba devět minut.
Jedná se o první filmovou adaptaci arabské sbírky Tisíc a jedna noc. Z původních 12 scén se dochovalo jenom sedm. V roce 1907 společnost Pathé Frères produkovala stejnojmenný remake.